# Contrat de bon usage
 (juillet 2022).
Si vous disposez d'ouvrages ou d'articles de référence ou si vous connaissez des sites web de qualité traitant du thème abordé ici, merci de compléter l'article en donnant les références utiles à sa vérifiabilité et en les liant à la section « Notes et références ».
Pour les articles homonymes, voir CBU.
En France, le contrat de bon usage (CBU) des médicaments a pour objectifs d'améliorer et de sécuriser, au sein d'un établissement de santé, le circuit du médicament, des produits et prestations mentionnés à l'article L. 165-1 du code de la sécurité sociale et de garantir leur bon usage.
Il est conclu pour une durée de  cinq ans, entre le directeur de l’agence régionale de santé (ARS), le représentant légal de l’établissement après avis conforme de la Commission médicale d'établissement (CME) et du COMEDIMS, et de l'assurance maladie.
En contrepartie du respect des engagements souscrits par l'établissement de santé, un taux de remboursement de 100 % par l'assurance maladie est garanti à l'établissement. (pour les spécialités pharmaceutiques et les produits et prestations mentionnés à l'article L.62-22-7 du code de la sécurité sociale).
En cas de non-respect, le taux de remboursement peut être réduit entre 70 % et 100 % (article D.162-13 du code de la sécurité sociale).
Ce contrat de bon usage est contrôlé par l'Observatoire des médicaments, des dispositifs médicaux et des innovations thérapeutiques (OMéDIT) sous le contrôle de l'agence régionale de santé (ARS). Dans le cas d'une inexécution manifeste des engagements souscrits, le directeur de l'ARS peut procéder à la résiliation du contrat dans les conditions prévues à l'article D. 162-15 du code de la sécurité sociale.

## Concernant les engagements souscrits par l'établissement de santé
On distingue deux types d'engagements au sein du contrat de bon usage des médicaments, les engagements généraux et les engagements spécifiques.
Les engagements généraux doivent porter à minima sur les points suivants:
Tout d'abord, l'établissement s'engage à améliorer et sécuriser le circuit des produits pharmaceutiques. Pour cela, les différentes dispositions doivent porter sur: 
-l'informatisation  du circuit du médicament et des dispositifs médicaux, 
-le développement de la prescription et de la dispensation à délivrance nominative, 
-la traçabilité de la prescription à  l'administration ou à l'utilisation en fonction qu'il s'agisse d'un médicament ou d'une prestation, 
-le développement d'un système d'assurance de la qualité ainsi que, si nécessaire, sous la direction d'un professionnel pharmacien, une centralisation de la préparation et de la reconstitution des traitements anticancéreux sous la responsabilité d'un pharmacien;
De plus, l'établissement s'engage à développer des pratiques pluridisciplinaires ou en réseau, au niveau interne, territorial et régional afin de favoriser la prise en charge du patient lors de son parcours de soins. Il doit organiser et rendre traçable la pratique pluridisciplinaire au sein de l'établissement, dans le but de favoriser et garantir une thérapie appuyée sur des protocoles entériné et mis à jour. L'établissement doit également participer au réseau régional, si existant, ou, à un réseau infra-régional de cancérologie permettant le partage, l'actualisation et la validation, voire l'évaluation des référentiels.
L'établissement s'engage également à l'égard des patients atteints d'une maladie rare, à exercer la prescription de certains médicaments sur avis d'un centre de référence de la maladie rare en cause, s’il existe, ou de l'un de ses centres de compétences. Il s'agit notamment de la prescription initiale d'un médicament désigné comme orphelin par la commission européenne ou d'un médicament indiqué dans le traitement d'une maladie rare au sens du règlement (CE) n°141/2000 du Parlement européen et du conseil en dehors des cas de spécialités pharmaceutiques bénéficiant d'autorisations temporaires d'utilisation délivrées en application du b de l'article L. 5121-12 du Code de la santé publique. Sans ces avis, la prise en charge par l'assurance maladie de ces spécialités ne sera pas possible.
Concernant les engagements spécifiques au sein du contrat de bon usage des médicaments. Ces engagements concernent le traitement du cancer et des maladies rares ou orphelines ainsi que les spécialités pharmaceutiques et les produits et prestations mentionnés à l'article L. 162-22-7 du code de la sécurité sociale.
L'établissement est alors chargé de mettre en œuvre les engagements ci-dessous :
-La prescription et la dispensation à délivrance nominative.
-La traçabilité de la prescription et de l'administration pour les médicaments ou de l'utilisation pour les produits et prestations dans le dossier du patient, avec suivi des retours en cas d'arrêt du traitement.
-Le suivi par la pharmacie hospitalière de la consommation individuelle par patient et par service des spécialités pharmaceutiques en unité commune de dispensation ainsi que le suivi pour les produits et prestations par la pharmacie hospitalière de la consommation individuelle par patient et par service.
-L'élaboration en début d'année par la commission du médicament et des dispositifs médicaux stériles, en lien étroit avec le gestionnaire de l'établissement, d'une estimation de la consommation par spécialité pharmaceutique et par produit et prestation. En fin d'année, cette même commission dresse un état de la consommation par spécialité pharmaceutique et par produit et prestation ainsi qu'un état des consommations avec analyse des écarts et des tendances, assortie, le cas échéant, d'explications.
L'établissement doit également s'engager concernant l'information des prescripteurs exerçant en son sein sur les recommandations établies par la Haute Autorité de santé présentant une analyse médico-économique par classe des produits.
Enfin les engagements spécifiques portent sur l'utilisation des produits de façon conforme soit à l'autorisation de mise sur le marché pour les spécialités pharmaceutiques, soit aux conditions de prise en charge prévues par la liste mentionnées à l'article L.165-1 du Code de la sécurité sociale pour les produits et prestations, soit à un protocole thérapeutique temporaire établi par l'agence française de sécurité sanitaire des produits de santé, la Haute Autorité de santé ou l'institut national du cancer. Le cas échéant à ces différentes possibilités, si aucune autre possibilité pour le patient n'est envisageable, le prescripteur devra apporter au dossier médical du patient les indications nécessaires l'ayant poussé à prescrire en faisant référence aux travaux des sociétés savantes ou aux publications des revues internationales à comité de lecture.
Si ces engagements sont respectés par l'établissement de santé, un remboursement intégral sera fait de la part prise en charge par les régimes obligatoires d'assurance maladie concernant les spécialités pharmaceutiques et les produits et prestations mentionnés à l'article L. 162-22-7. Le cas échéant, le taux de remboursement de la part prise en charge par les régimes obligatoires d'assurance maladie pourra être réduite dans la limite de 30 %.

## Amélioration et sécurisation du circuit du médicament et des produits et prestations
L'établissement réalise un état des lieux de sa situation en tenant compte des résultats de la procédure de certification mise en œuvre par la Haute Autorité de santé (HAS) (extrait Article 3).
L'établissement doit suivant le respect des référentiels de bonnes pratiques a minima effectuer les points suivants (extrait Article 3) :
- l'informatisation du circuit du médicament et du circuit des produits et prestations ;
- le développement de la prescription et de la dispensation à délivrance nominative ;
- la traçabilité de la prescription, à l'administration pour les médicaments ou à l'utilisation pour les produits et prestations ;
- le développement d'un système d'assurance de la qualité ;
- par ailleurs, pour autant que l'établissement de santé soit concerné, la centralisation de la préparation sous la responsabilité d'un pharmacien des traitements anticancéreux.

## L'OMEDIT
Le CBU (contrat de bon usage) est maintenant devenu le CAQES (contrat d’amélioration de la qualité et de l'efficience des soins)
L’Observatoire des médicaments, des dispositifs médicaux et des innovations thérapeutiques  a été créé en 2006 en application du décret relatif au contrat de bon usage des médicaments du 27 mars 2005  et de la circulaire du 19 janvier 2006.
Il s’agit d’une structure régionale d’appui, d’évaluation et d’expertise scientifique qui est composée de représentants des établissements ayant conclu un contrat de bon usage des médicaments.
L’OMEDIT a été créé, à l’époque, auprès de chaque agence régionale de l’hospitalisation et sera rallié à l’agence régionale de santé (ARS) après la loi du 21 juillet 2009 portant réforme de l’hôpital et relative aux patients, à la santé et aux territoires. L’objectif de l’OMEDIT est d’animer une politique coordonnée de bon usage des produits de santé et de bonnes pratiques. À ce titre, il exerce deux fonctions principales.
La seconde fonction de l’OMEDIT est l’expertise et l’appui à l’ARS. Ainsi, l’OMEDIT contrôle le respect, par les professionnels et établissements, des engagements contractuels se rapportant aux médicaments et dispositifs médicaux. Il exerce cette fonction d’intervention de façon indépendante et neutre puisqu’ils n’ont pas pour mission de fixer le taux de remboursement des médicaments et dispositifs médicaux, mission appartenant à l’ARS.
L’OMEDIT est composée de quatre structures dirigées par un coordonnateur qui est un praticien hospitalier:
- La cellule de coordination: elle doit être composée au minimum de deux praticiens hospitaliers parmi lesquels est choisi le coordonnateur, d’un ingénieur hospitalier et d’une secrétaire. Elle a pour mission de collecter et d’analyser les données recueillies
- Un comité stratégique de gouvernance qui est l’instance assurant l’organisation et le fonctionnement de l’OMEDIT. Il est composé des représentants d’établissements de santé et des institutions telles que l’assurance maladie ou l’ARS.  Il a la charge de définir les axes de travail de l’OMEDIT et de s’assurer de la mise en œuvre de ses travaux. Ce comité doit se réunir au minimum trois fois par an et est dirigé par le directeur de l’offre sanitaire et médico-sociale de l’ARS.
- À partir des projets de travaux fixés par le comité de gouvernance, des commissions techniques sont organisées avec des représentants des différentes catégories de professionnels (médecins, pharmaciens, infirmiers…). Ce sont des groupes de travail qui se réunissent autour de diverses thématiques telles que la gériatrie ou encore les dispositifs médicaux. Les commissions techniques ont notamment pour missions de donner leur avis sur l'utilisation des produits de santé, d’analyser les données recueillies et de formuler des recommandations. Elles doivent se réunir au moins une fois par an et sont dirigées par un groupe de pilotage composé au minimum d’un médecin et d’un pharmacien.
- Un comité scientifique : il développe les méthodes et outils d’évaluation qui permettent d’améliorer les pratiques des professionnels. Ces éléments sont transmis au comité de gouvernance de l’OMEDIT.  Il est composé des responsables de chaque commission technique. Les membres du comité scientifique doivent respecter les principes d’indépendance, d’impartialité et de transparence et doivent, par conséquent, déclarer leurs liens et conflits d’intérêt.
Le financement des OMEDIT est prévu par l’article L.162-22-13 du code de sécurité sociale qui prévoit une dotation pour les missions d’intérêt général et pour aider à la contractualisation des établissements de santé. 

## Cadre légal
Décret no 2005-1023 du 24 août 2005 relatif au contrat de bon usage des médicaments et des produits et prestations mentionné à l’article L. 162-22-7 du code de la sécurité sociale.
Décret n° 2008-1121 du 31 octobre 2008 relatif au contrat de bon usage des médicaments et des produits et prestations prévu à l'article L.162-22-7 du Code de la sécurité sociale.
Circulaire n° DHOS/E2/DSS/1C/2006/30 du 19 janvier 2006